# Davide Pascolo
Davide Pascolo (Údine, Friul-Venecia Julia, 14 de diciembre de 1990) es un baloncestista italiano que pertenece a la plantilla del Assigeco Piacenza de la Serie A2 italiana. Con 2,03 metros de estatura, juega en la posición de ala-pívot.

## Trayectoria deportiva
Comenzó su andadura profesional en el baloncesto en el Snaidero Udine, de la Legadue italiana en 2009, donde no tuvo demasiadas oportunidades de juego. En 2011 fue traspasado al Aquila Basket Trento de la Divisione Nazionale A, la tercera categoría del baloncesto italiano. Esa temporada ascendió al equipo a la segunda categoría, y al año siguiente lograría ganar la Copa de Italia de Legadue y ser elegido MVP del torneo. Esa temporada promedió 8,2 puntos y 5,4 rebotes por partido.
En la temporada 2015-16 fue incluido en el Mejor quinteto de la Eurocup, tras promediar 15,0 puntos y 6,1 rebotes por partido en la fase regular, y 17,7 y 8,0 en las eliminatorias.
El 17 de junio de 2016 se anuncia su fichaje por el Olimpia Milano.
En 2014 ganó el trofeo MVP de la Trentino Basket Cup.

### Selección nacional
Pascolo formó parte de la selección de Italia en el Campeonato Europeo Sub-20 de Baloncesto Masculino disaputado en Croacia, donde promedió 4,1 puntos y 2,3 rebotes por partido. Debutó con la selección absoluta en la Trentino Cup, una competición amistosa en la que fue elegido mejor jugador del torneo.